# جينا ليفاندوفسكي
جينا ليفاندوفسكي (بالإنجليزية: Gina Lewandowski)‏ (13 أبريل 1985 ببيت لحم في الولايات المتحدة -) هي لاعبة كرة قدم أمريكية في مركز الدفاع. شاركت مع منتخب الولايات المتحدة لكرة القدم للسيدات. أما مع النوادي، فقد لعبت مع إف إف سي فرانكفورت وبايرن ميونخ للسيدات ووسترن نيويورك فلاش وCharlotte Eagles ‏ ووسترن نيويورك فلاش وCharlotte Eagles (women) ‏ وNorthampton Laurels ‏.

## وصلات خارجية
- جينا ليفاندوفسكي على موقع الاتحاد الأوربي (الإنجليزية)
- جينا ليفاندوفسكي على موقع قاعدة بيانات كرة القدم.إي يو (الإنجليزية)
- جينا ليفاندوفسكي على موقع بيانات كرة القدم. دي إي (الألمانية)
- جينا ليفاندوفسكي على موقع Soccerway.com (الإنجليزية)
- جينا ليفاندوفسكي على موقع عالم كرة القدم.نت (الإنجليزية)